# نيكولاس ادليري
نيكولاس ادليري (بالإنجليزية: Nicholas Addlery)‏ (7 ديسمبر 1981 بكينغستون في جامايكا - ) هو لاعب كرة قدم جامايكي في مركز الهجوم. شارك مع منتخب جامايكا تحت 20 سنة لكرة القدم ومنتخب جامايكا لكرة القدم. أما مع النوادي، فقد لعب مع دي.سي. يونايتد وسان جوان جابلوتي وفانكوفر وايتكابس ونادي شمال كارولاينا وPuerto Rico Islanders ‏ وفانكوفر وايتكابس (نادي كرة قدم) وSouth Starworld Strikers F.C. ‏ ونادي أكويلا.

## وصلات خارجية
- نيكولاس ادليري على موقع الدوري الأمريكي (الإنجليزية)
- نيكولاس ادليري على موقع قاعدة بيانات كرة القدم.إي يو (الإنجليزية)
- نيكولاس ادليري على موقع ناشيونال فوتبول تيمز (الإنجليزية)
- نيكولاس ادليري على موقع Soccerway.com (الإنجليزية)